# Jutta Reichelt
Jutta Reichelt (* 1967 in Bonn) ist eine deutsche Schriftstellerin. Seit 1989 lebt sie in Bremen.

## Auszeichnungen
Für ihre Kurzgeschichte Von einer Handtaschenwette in Zeiten der Chaostheorie erhielt Jutta Reichelt im Jahr 2001 den 11. Würth-Literaturpreis der Tübinger Poetik-Dozentur. Im Jahr 2008 erhielt sie den Preis der Jury des X. Autorentreffs Irseer Pegasus.

## Werke
- Zufälle. Kurzgeschichten-Band, Heinrich-Verlag, Hamburg 2007, ISBN 978-3-9809450-2-8, als Hörbuch ISBN 978-3-9809450-3-5.
- Nebenfolgen. Roman, Heinrich-Verlag, 2008 ISBN 978-3-941107-02-1.
- Es wäre schön. Erzählungen, Logbuch Verlag, 2014 ISBN 978-3-00-044772-3.
- Wiederholte Verdächtigungen. Roman, Klöpfer & Meyer, 2015. ISBN 978-3-86351-093-0.
- Mein Leben war nicht, wie es war. Essay. Kröner, Stuttgart 2024, ISBN 978-3-520-91301-2.